# Scorzo
Scorzo is een plaats (frazione) in de Italiaanse gemeente Sicignano degli Alburni.